# Sinosaurus
Sinosaurus  («lagarto chino») es un género extinto representado por posiblemente dos especies de dinosaurios terópodos tetanuros que vivieron a principio del período Jurásico, hace aproximadamente 196 y 189 millones de años, desde el Sinemuriense al Pliensbachiense, en lo que hoy es Asia. Los fósiles del animal fueron encontrados en la Formación Lufeng, en la provincia china de Yunnan. Se conocen dos especies, Sinosaurus triassicus la especie tipo, y Sinosaurus sinensis, anteriormente asignada a Dilophosaurus y que podría ser un sinónimo menor de la anterior.

## Descripción
Sinosaurus fue un terópodo basal de tamaño medio, llegó a medir alrededor de 5,5 metros de largo, 1,8 metros a la cadera y pesar 450 kilogramos. Según Carrano y colegas en 2012 D. sinensis, que ahora se considera al menos congénere con Sinosaurus triassicus, se puede distinguir en función del hecho de que hay un surco vertical en el premaxilar lateral adyacente al contacto con el maxilar. Sinosaurus es el único "dilofosáurido" conocido de un cráneo completo. Cryolophosaurus, Dilophosaurus, Zupaysaurus y Coelophysis kayentakatae son todos conocidos por cráneos parciales. Se encontraron dos cráneos parciales antes de 2012 y probablemente estén completos en su mayoría, excepto que grandes secciones están oscurecidas por sedimentos. En 2011, se encontró un cráneo excepcionalmente bien conservado, solo faltaban los huesos frontales y el orbitosfenoides.

## Descubrimiento e investigación
El holotipo, IVPP V34, se encontró en la Formación Lufeng Inferior y consta de dos fragmentos maxilares, mandíbula superior, cuatro dientes maxilares y un fragmento de mandíbula inferior con tres dientes. Los dientes están comprimidos lateralmente y presentan finas estrías tanto en sus bordes anterior como posterior. Los dientes también son de tamaño variable y están curvados hacia atrás. Este material es demasiado fragmentario para determinar la longitud y el peso de este dinosaurio. A lo largo de los años, otros fósiles fueron referidos a Sinosaurus, algunos de los cuales eran material que se demostró que pertenecía a dos sauropodomorfos. Los fósiles incluyen un poscráneo, con un sacro con tres vértebras sacras preservadas. El material asignado a "Sinosaurus postcrania" incluye una mezcla de elementos de plateosáuridos y melanorosáuridos. Todo el material del bloque Red Beds ahora ha sido reasignado a Jingshanosaurus.

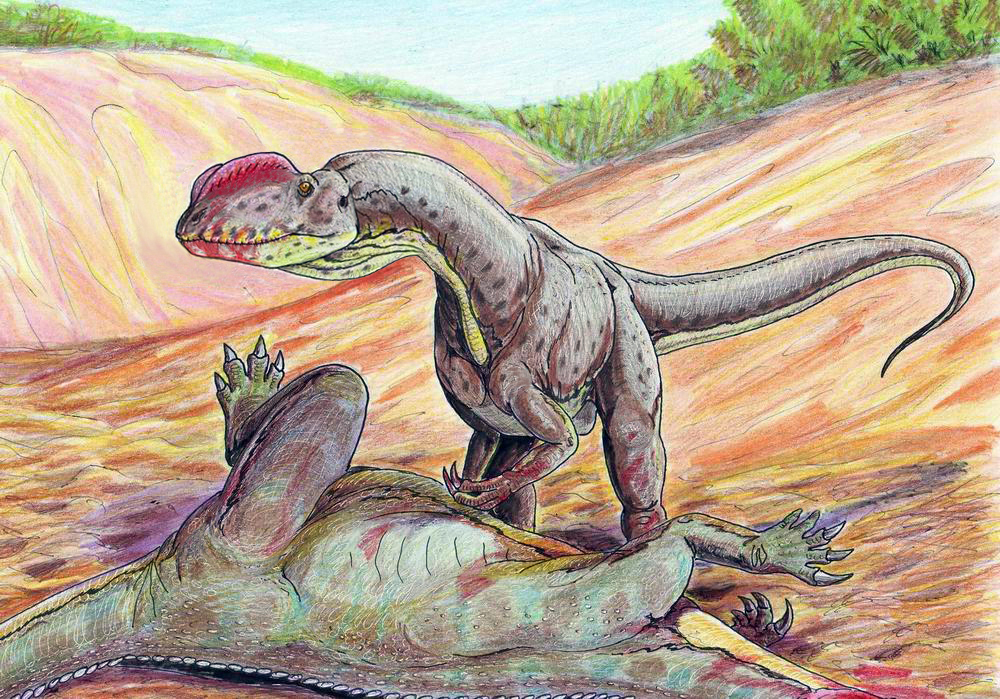
Recreación en vida.

KMV 8701 se descubrió originalmente en 1987. El espécimen se identificó como una nueva especie y se denominó Dilophosaurus sinensis. Luego, en 1994, durante una expedición de campo, se encontró un espécimen más completo y se le asignó a la misma especie. En 2003, Dong Zhiming estudió el material de Sinosaurus triassicus, encontrando que era bastante similar a Dilophosaurus sinensis. Como Sinosaurus fue nombrado anteriormente, "Dilophosaurus" sinensis se convirtió en su sinónimo menor. En 2013, un estudio de Currie et al. confirmó que D. sinensis era el mismo animal que S. triassicus. Por otro lado, Wang et al. en 2017 afirmaron que debe investigarse más a fondo si D. sinensis es de hecho un sinónimo menor de S. triassicus y señaló que las dos especies son diferentes al menos en la anatomía del premaxilar. Los autores asignaron tentativamente a D. sinensis al género Sinosaurus, pero lo mantuvieron como una especie distinta de Sinosaurus triassicus. El espécimen KMV 8701 consta de un cráneo que mide 525 milímetros y está casi completo. El animal medía unos 5,6 metros de largo. Ha sido asignado ahora a Sinosaurus, pero el espécimen aún carece de suficiente descripción y preparación.

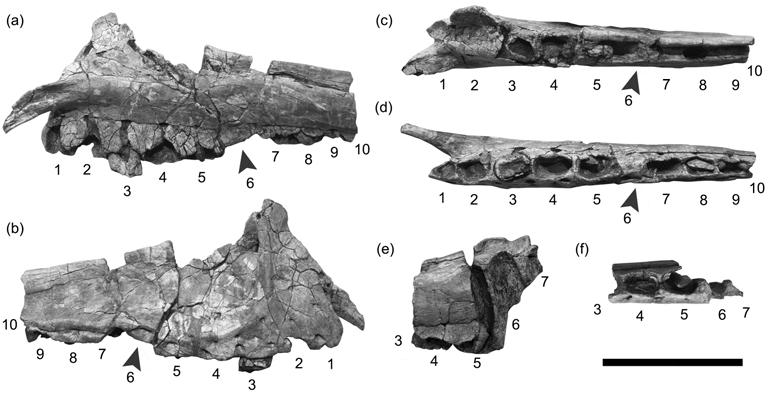
Maxilar del espécimen ZLJT01.

A lo largo de los años, los paleontólogos remitieron especímenes adicionales a D. sinensis que ahora están asignados a Sinosaurus. Dong en 2003  refirió al espécimen LDM-LCA10 que consta de un cráneo y un esqueleto incompleto. En 2012, Xing refirió dos individuos, ZLJ0003 que consta de un cráneo parcial y un esqueleto incompleto y ZLJT01 que es un individuo juvenil que consta de un fragmento premaxilar, un maxilar incompleto, un fragmento maxilar, un lagrimal, ambos frontales , ambos parietales, una caja craneana incompleta, un dentario incompleto, un intercentro atlantal, dos fragmentos de costillas dorsales y un arco neural caudal proximal parcial, a Sinosaurus. En 2012, se describió un nuevo espécimen de Sinosaurus y se descubrió que representaba una nueva especie. La especie Shuangbaisaurus anlongbaoensis, descubierta y nombrada en 2017, también ha sido considerada sinónimo de Sinosaurus triassicus.

### Etimología
El término compuesto Sinosaurus proviene de Sinae, la palabra latina para los chinos, y la palabra griega sauros, σαυρος que significa "lagarto" formandose "lagarto chino". El nombre específico, triassicus , se refiere al Triásico, el período del que originalmente se pensaba que databan los fósiles. Sinosaurus fue descrito y nombrado por Chung Chien Young, conocido como el "Padre de la paleontología de vertebrados chinos", en 1940.

## Clasificación

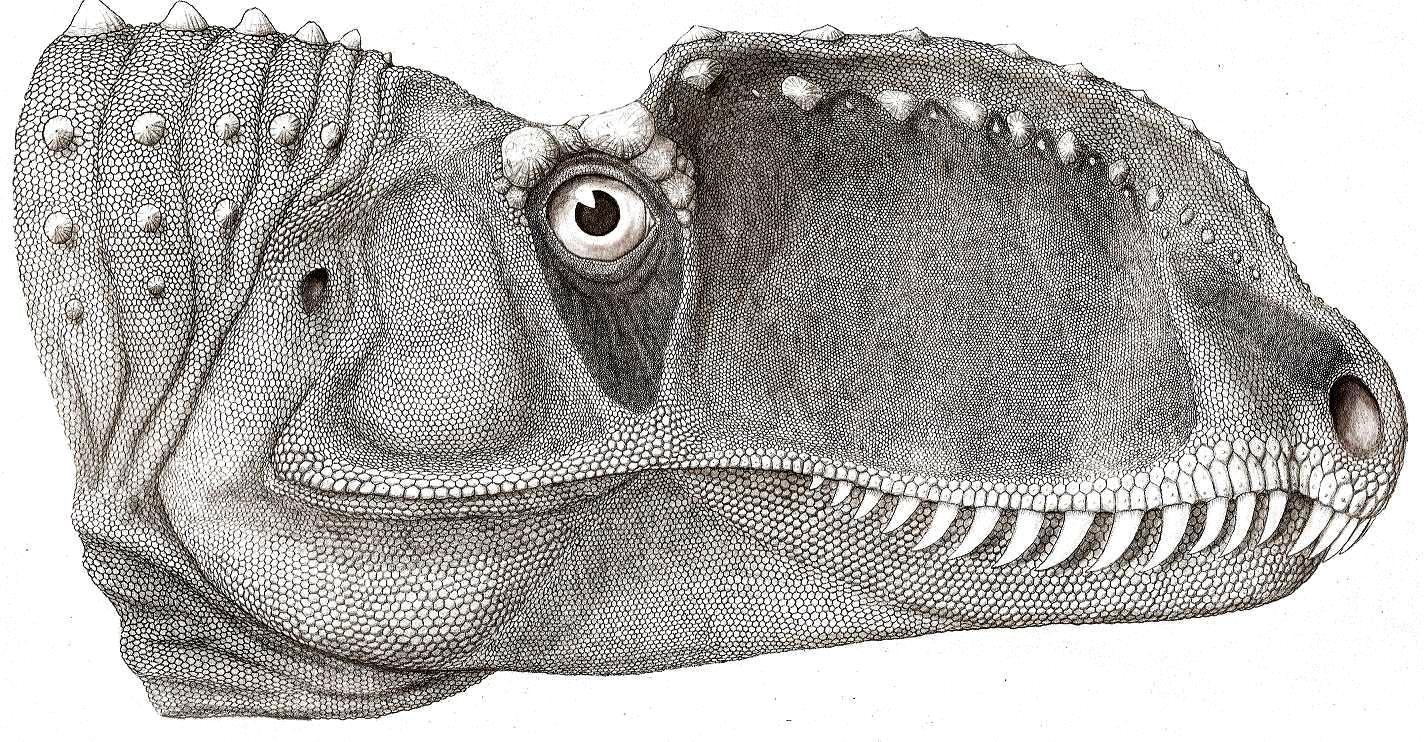
Recreación de la cabeza.

Originalmente considerado como un celofisoide emparentado con Dilophosaurus, fue luego clasificado por Oliver Rauhut en 2003 como un terópodo más avanzado, emparentado con Cryolophosaurus y con "Dilophosaurus" sinensis. Esta última especie fue luego reclasificada como un sinónimo más moderno de Sinosaurus triassicus en 2013. Es posible que sea muy cercano al terópodo antártico Cryolophosaurus, basándose en el hecho de que el extremo anterior del hueso yugal no participa en la fenestra nasoanteorbital y que la fila de dientes maxilares es completa en frente de la órbita ocular. Los fósiles de "Dilophosaurus" sinensis fueron exhibidos en 1998 en el Dinofest de Filadelfia. Aunque el cráneo de "D." sinensis despliega grandes crestas nasolacrimales que son superficialmente similares a las reconstruidas para Dilophosaurus wetherilli, los rasgos en el resto de su esqueleto indican una relación más cercana con los terópodos tetanuranos. En 2013, en un trabajo inédito, Carano coincidió en que Sinosaurus es un terópodo. Sinosaurus ha sido considerado un nomen dubium en algunos trabajos, aunque ahora que se referencia a él a "Dilophosaurus" sinensis, se considera válido.
Se demostró que Dilophosaurus sinensis era un sinónimo menor de Sinosaurus en 2003. Es posible que sea muy cercano al terópodo antártico Cryolophosaurus, basándose en el hecho de que el extremo anterior del hueso yugal no participa en la fenestra nasoanteorbital y que la fila de dientes maxilares es completa en frente de la órbita ocular. Los fósiles de "Dilophosaurus" sinensis fueron exhibidos en 1998 en el Dinofest de Filadelfia. Aunque el cráneo de "D." sinensis despliega grandes crestas nasolacrimales que son superficialmente similares a las reconstruidas para Dilophosaurus wetherilli, los rasgos en el resto de su esqueleto indican una relación más cercana con los terópodos tetanuranos. Rauhut en 2003 consideró a D. sinensis como un tetanuro basal más estrechamente relacionado con Sinosaurus y Cryolophosaurus. Lamanna et al. en 1998 examinó el material atribuido a D. sinensis y encontró que era sinónimo de Sinosaurus triassicus. Este hallazgo cladístico fue confirmado en 2003 por Dong.
El Museo de Dinosaurios de Lufeng descubrió un nuevo espécimen de Sinosaurus, ZLJT01 en 2007 en la cuenca de Lufeng. Consiste en un cráneo incompleto y otros fragmentos poscraneales. El análisis filogenético de este espécimen demuestra que Sinosaurus es un terópodo más derivado y no es el dilofosáurido más basal, como sostienen Smith et al.. Un cladograma fue identificado por Christophe Hendrickx y Octávio Mateus. Colocó a Sinosaurus y Cryolophosaurus en una politomía en la base de Tetanurae. Estudios recientes colocaron a Sinosaurus fuera del clado Ceratosauria+Tetanurae, mientras que Wang et al. en 2016 lo consideraron el ceratosauriano más basal.

### Filogenia
Cladograma según Christophe Hendrickx y Octávio Mateus.
|  | Dilophosaurus                                                                  |
|  |                                                                                |

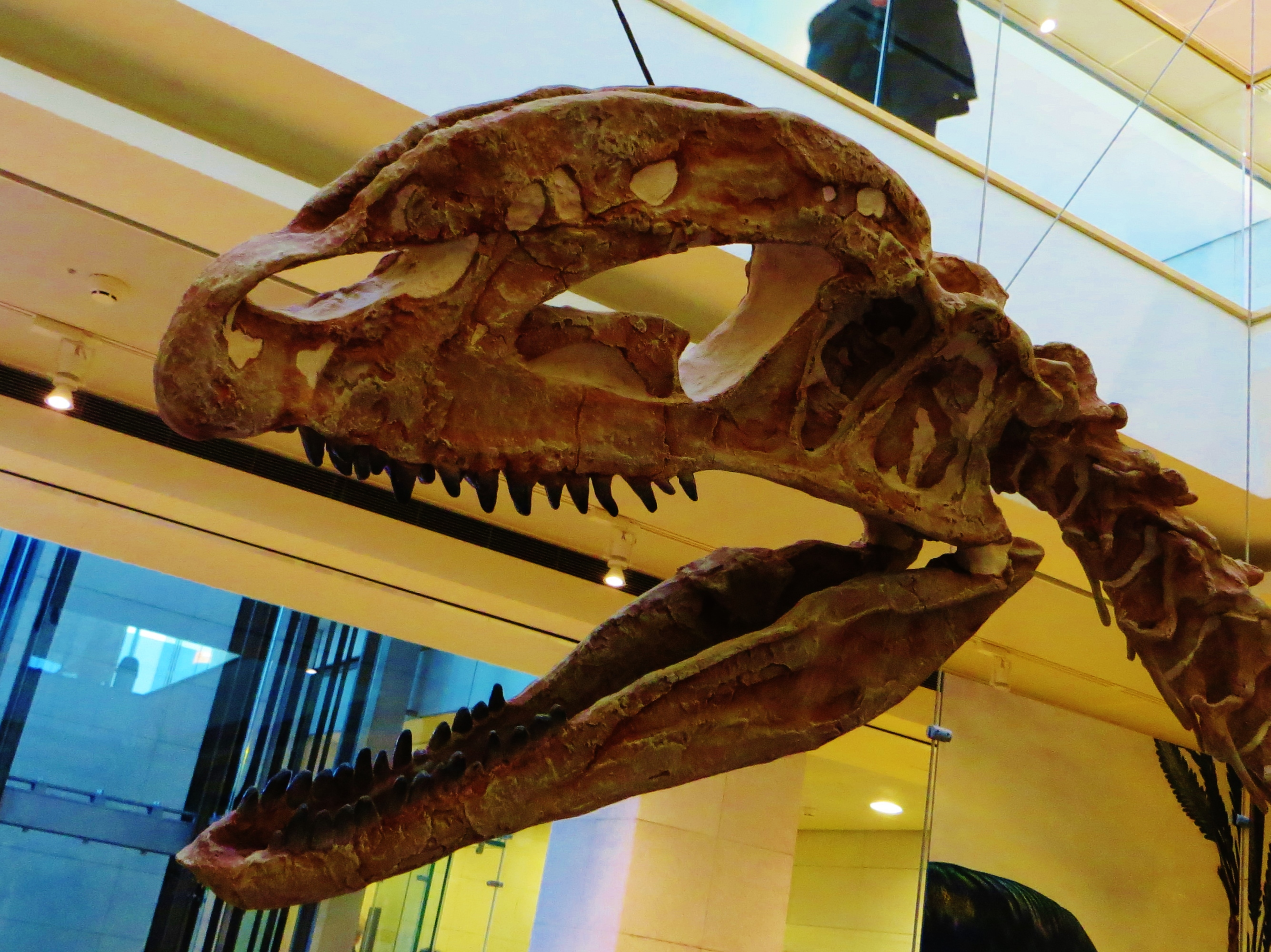
Cráneo mostrando muesca.

|  | \| \| Coelophysis bauri \| \| \| \| \| \| Coelophysis rhodesiensis \| \| \| \| |
|  |                                                                                |
|  | Coelophysis bauri                                                              |
|  |                                                                                |
|  | Coelophysis rhodesiensis                                                       |
|  |                                                                                |

|  | Coelophysis bauri        |
|  |                          |
|  | Coelophysis rhodesiensis |
|  |                          |

|                | Ceratosaurus                                                    |
|                |                                                                 |
| Abelisauroidea | \| \| Majungasaurus \| \| \| \| \| \| Masiakasaurus \| \| \| \| |
|                | \| \| Majungasaurus \| \| \| \| \| \| Masiakasaurus \| \| \| \| |
|                | Majungasaurus                                                   |
|                |                                                                 |
|                | Masiakasaurus                                                   |
|                |                                                                 |

|  | Majungasaurus |
|  |               |
|  | Masiakasaurus |
|  |               |

|                | Ceratosaurus                                                    |
|                |                                                                 |
| Abelisauroidea | \| \| Majungasaurus \| \| \| \| \| \| Masiakasaurus \| \| \| \| |
|                | \| \| Majungasaurus \| \| \| \| \| \| Masiakasaurus \| \| \| \| |
|                | Majungasaurus                                                   |
|                |                                                                 |
|                | Masiakasaurus                                                   |
|                |                                                                 |

|  | Majungasaurus |
|  |               |
|  | Masiakasaurus |
|  |               |

|           | Chuandongocoelurus                                               |
|           |                                                                  |
|           | Monolophosaurus                                                  |
|           |                                                                  |
| Orionides | \| \| Megalosauroidea \| \| \| \| \| \| Avetheropoda \| \| \| \| |
|           | \| \| Megalosauroidea \| \| \| \| \| \| Avetheropoda \| \| \| \| |
|           | Megalosauroidea                                                  |
|           |                                                                  |
|           | Avetheropoda                                                     |
|           |                                                                  |

|  | Megalosauroidea |
|  |                 |
|  | Avetheropoda    |
|  |                 |

|           | Chuandongocoelurus                                               |
|           |                                                                  |
|           | Monolophosaurus                                                  |
|           |                                                                  |
| Orionides | \| \| Megalosauroidea \| \| \| \| \| \| Avetheropoda \| \| \| \| |
|           | \| \| Megalosauroidea \| \| \| \| \| \| Avetheropoda \| \| \| \| |
|           | Megalosauroidea                                                  |
|           |                                                                  |
|           | Avetheropoda                                                     |
|           |                                                                  |

|  | Megalosauroidea |
|  |                 |
|  | Avetheropoda    |
|  |                 |

|                | Ceratosaurus                                                    |
|                |                                                                 |
| Abelisauroidea | \| \| Majungasaurus \| \| \| \| \| \| Masiakasaurus \| \| \| \| |
|                | \| \| Majungasaurus \| \| \| \| \| \| Masiakasaurus \| \| \| \| |
|                | Majungasaurus                                                   |
|                |                                                                 |
|                | Masiakasaurus                                                   |
|                |                                                                 |

|  | Majungasaurus |
|  |               |
|  | Masiakasaurus |
|  |               |

|                | Ceratosaurus                                                    |
|                |                                                                 |
| Abelisauroidea | \| \| Majungasaurus \| \| \| \| \| \| Masiakasaurus \| \| \| \| |
|                | \| \| Majungasaurus \| \| \| \| \| \| Masiakasaurus \| \| \| \| |
|                | Majungasaurus                                                   |
|                |                                                                 |
|                | Masiakasaurus                                                   |
|                |                                                                 |

|  | Majungasaurus |
|  |               |
|  | Masiakasaurus |
|  |               |

|           | Chuandongocoelurus                                               |
|           |                                                                  |
|           | Monolophosaurus                                                  |
|           |                                                                  |
| Orionides | \| \| Megalosauroidea \| \| \| \| \| \| Avetheropoda \| \| \| \| |
|           | \| \| Megalosauroidea \| \| \| \| \| \| Avetheropoda \| \| \| \| |
|           | Megalosauroidea                                                  |
|           |                                                                  |
|           | Avetheropoda                                                     |
|           |                                                                  |

|  | Megalosauroidea |
|  |                 |
|  | Avetheropoda    |
|  |                 |

|           | Chuandongocoelurus                                               |
|           |                                                                  |
|           | Monolophosaurus                                                  |
|           |                                                                  |
| Orionides | \| \| Megalosauroidea \| \| \| \| \| \| Avetheropoda \| \| \| \| |
|           | \| \| Megalosauroidea \| \| \| \| \| \| Avetheropoda \| \| \| \| |
|           | Megalosauroidea                                                  |
|           |                                                                  |
|           | Avetheropoda                                                     |
|           |                                                                  |

|  | Megalosauroidea |
|  |                 |
|  | Avetheropoda    |
|  |                 |

|  | Dilophosaurus                                                                  |
|  |                                                                                |
|  | \| \| Coelophysis bauri \| \| \| \| \| \| Coelophysis rhodesiensis \| \| \| \| |
|  |                                                                                |
|  | Coelophysis bauri                                                              |
|  |                                                                                |
|  | Coelophysis rhodesiensis                                                       |
|  |                                                                                |

|  | Coelophysis bauri        |
|  |                          |
|  | Coelophysis rhodesiensis |
|  |                          |

|                | Ceratosaurus                                                    |
|                |                                                                 |
| Abelisauroidea | \| \| Majungasaurus \| \| \| \| \| \| Masiakasaurus \| \| \| \| |
|                | \| \| Majungasaurus \| \| \| \| \| \| Masiakasaurus \| \| \| \| |
|                | Majungasaurus                                                   |
|                |                                                                 |
|                | Masiakasaurus                                                   |
|                |                                                                 |

|  | Majungasaurus |
|  |               |
|  | Masiakasaurus |
|  |               |

|                | Ceratosaurus                                                    |
|                |                                                                 |
| Abelisauroidea | \| \| Majungasaurus \| \| \| \| \| \| Masiakasaurus \| \| \| \| |
|                | \| \| Majungasaurus \| \| \| \| \| \| Masiakasaurus \| \| \| \| |
|                | Majungasaurus                                                   |
|                |                                                                 |
|                | Masiakasaurus                                                   |
|                |                                                                 |

|  | Majungasaurus |
|  |               |
|  | Masiakasaurus |
|  |               |

|           | Chuandongocoelurus                                               |
|           |                                                                  |
|           | Monolophosaurus                                                  |
|           |                                                                  |
| Orionides | \| \| Megalosauroidea \| \| \| \| \| \| Avetheropoda \| \| \| \| |
|           | \| \| Megalosauroidea \| \| \| \| \| \| Avetheropoda \| \| \| \| |
|           | Megalosauroidea                                                  |
|           |                                                                  |
|           | Avetheropoda                                                     |
|           |                                                                  |

|  | Megalosauroidea |
|  |                 |
|  | Avetheropoda    |
|  |                 |

|           | Chuandongocoelurus                                               |
|           |                                                                  |
|           | Monolophosaurus                                                  |
|           |                                                                  |
| Orionides | \| \| Megalosauroidea \| \| \| \| \| \| Avetheropoda \| \| \| \| |
|           | \| \| Megalosauroidea \| \| \| \| \| \| Avetheropoda \| \| \| \| |
|           | Megalosauroidea                                                  |
|           |                                                                  |
|           | Avetheropoda                                                     |
|           |                                                                  |

|  | Megalosauroidea |
|  |                 |
|  | Avetheropoda    |
|  |                 |

|                | Ceratosaurus                                                    |
|                |                                                                 |
| Abelisauroidea | \| \| Majungasaurus \| \| \| \| \| \| Masiakasaurus \| \| \| \| |
|                | \| \| Majungasaurus \| \| \| \| \| \| Masiakasaurus \| \| \| \| |
|                | Majungasaurus                                                   |
|                |                                                                 |
|                | Masiakasaurus                                                   |
|                |                                                                 |

|  | Majungasaurus |
|  |               |
|  | Masiakasaurus |
|  |               |

|                | Ceratosaurus                                                    |
|                |                                                                 |
| Abelisauroidea | \| \| Majungasaurus \| \| \| \| \| \| Masiakasaurus \| \| \| \| |
|                | \| \| Majungasaurus \| \| \| \| \| \| Masiakasaurus \| \| \| \| |
|                | Majungasaurus                                                   |
|                |                                                                 |
|                | Masiakasaurus                                                   |
|                |                                                                 |

|  | Majungasaurus |
|  |               |
|  | Masiakasaurus |
|  |               |

|           | Chuandongocoelurus                                               |
|           |                                                                  |
|           | Monolophosaurus                                                  |
|           |                                                                  |
| Orionides | \| \| Megalosauroidea \| \| \| \| \| \| Avetheropoda \| \| \| \| |
|           | \| \| Megalosauroidea \| \| \| \| \| \| Avetheropoda \| \| \| \| |
|           | Megalosauroidea                                                  |
|           |                                                                  |
|           | Avetheropoda                                                     |
|           |                                                                  |

|  | Megalosauroidea |
|  |                 |
|  | Avetheropoda    |
|  |                 |

|           | Chuandongocoelurus                                               |
|           |                                                                  |
|           | Monolophosaurus                                                  |
|           |                                                                  |
| Orionides | \| \| Megalosauroidea \| \| \| \| \| \| Avetheropoda \| \| \| \| |
|           | \| \| Megalosauroidea \| \| \| \| \| \| Avetheropoda \| \| \| \| |
|           | Megalosauroidea                                                  |
|           |                                                                  |
|           | Avetheropoda                                                     |
|           |                                                                  |

|  | Megalosauroidea |
|  |                 |
|  | Avetheropoda    |
|  |                 |

|  | Dilophosaurus                                                                  |
|  |                                                                                |
|  | \| \| Coelophysis bauri \| \| \| \| \| \| Coelophysis rhodesiensis \| \| \| \| |
|  |                                                                                |
|  | Coelophysis bauri                                                              |
|  |                                                                                |
|  | Coelophysis rhodesiensis                                                       |
|  |                                                                                |

|  | Coelophysis bauri        |
|  |                          |
|  | Coelophysis rhodesiensis |
|  |                          |

|                | Ceratosaurus                                                    |
|                |                                                                 |
| Abelisauroidea | \| \| Majungasaurus \| \| \| \| \| \| Masiakasaurus \| \| \| \| |
|                | \| \| Majungasaurus \| \| \| \| \| \| Masiakasaurus \| \| \| \| |
|                | Majungasaurus                                                   |
|                |                                                                 |
|                | Masiakasaurus                                                   |
|                |                                                                 |

|  | Majungasaurus |
|  |               |
|  | Masiakasaurus |
|  |               |

|                | Ceratosaurus                                                    |
|                |                                                                 |
| Abelisauroidea | \| \| Majungasaurus \| \| \| \| \| \| Masiakasaurus \| \| \| \| |
|                | \| \| Majungasaurus \| \| \| \| \| \| Masiakasaurus \| \| \| \| |
|                | Majungasaurus                                                   |
|                |                                                                 |
|                | Masiakasaurus                                                   |
|                |                                                                 |

|  | Majungasaurus |
|  |               |
|  | Masiakasaurus |
|  |               |

|           | Chuandongocoelurus                                               |
|           |                                                                  |
|           | Monolophosaurus                                                  |
|           |                                                                  |
| Orionides | \| \| Megalosauroidea \| \| \| \| \| \| Avetheropoda \| \| \| \| |
|           | \| \| Megalosauroidea \| \| \| \| \| \| Avetheropoda \| \| \| \| |
|           | Megalosauroidea                                                  |
|           |                                                                  |
|           | Avetheropoda                                                     |
|           |                                                                  |

|  | Megalosauroidea |
|  |                 |
|  | Avetheropoda    |
|  |                 |

|           | Chuandongocoelurus                                               |
|           |                                                                  |
|           | Monolophosaurus                                                  |
|           |                                                                  |
| Orionides | \| \| Megalosauroidea \| \| \| \| \| \| Avetheropoda \| \| \| \| |
|           | \| \| Megalosauroidea \| \| \| \| \| \| Avetheropoda \| \| \| \| |
|           | Megalosauroidea                                                  |
|           |                                                                  |
|           | Avetheropoda                                                     |
|           |                                                                  |

|  | Megalosauroidea |
|  |                 |
|  | Avetheropoda    |
|  |                 |

|                | Ceratosaurus                                                    |
|                |                                                                 |
| Abelisauroidea | \| \| Majungasaurus \| \| \| \| \| \| Masiakasaurus \| \| \| \| |
|                | \| \| Majungasaurus \| \| \| \| \| \| Masiakasaurus \| \| \| \| |
|                | Majungasaurus                                                   |
|                |                                                                 |
|                | Masiakasaurus                                                   |
|                |                                                                 |

|  | Majungasaurus |
|  |               |
|  | Masiakasaurus |
|  |               |

|                | Ceratosaurus                                                    |
|                |                                                                 |
| Abelisauroidea | \| \| Majungasaurus \| \| \| \| \| \| Masiakasaurus \| \| \| \| |
|                | \| \| Majungasaurus \| \| \| \| \| \| Masiakasaurus \| \| \| \| |
|                | Majungasaurus                                                   |
|                |                                                                 |
|                | Masiakasaurus                                                   |
|                |                                                                 |

|  | Majungasaurus |
|  |               |
|  | Masiakasaurus |
|  |               |

|           | Chuandongocoelurus                                               |
|           |                                                                  |
|           | Monolophosaurus                                                  |
|           |                                                                  |
| Orionides | \| \| Megalosauroidea \| \| \| \| \| \| Avetheropoda \| \| \| \| |
|           | \| \| Megalosauroidea \| \| \| \| \| \| Avetheropoda \| \| \| \| |
|           | Megalosauroidea                                                  |
|           |                                                                  |
|           | Avetheropoda                                                     |
|           |                                                                  |

|  | Megalosauroidea |
|  |                 |
|  | Avetheropoda    |
|  |                 |

|           | Chuandongocoelurus                                               |
|           |                                                                  |
|           | Monolophosaurus                                                  |
|           |                                                                  |
| Orionides | \| \| Megalosauroidea \| \| \| \| \| \| Avetheropoda \| \| \| \| |
|           | \| \| Megalosauroidea \| \| \| \| \| \| Avetheropoda \| \| \| \| |
|           | Megalosauroidea                                                  |
|           |                                                                  |
|           | Avetheropoda                                                     |
|           |                                                                  |

|  | Megalosauroidea |
|  |                 |
|  | Avetheropoda    |
|  |                 |

|  | Dilophosaurus                                                                  |
|  |                                                                                |
|  | \| \| Coelophysis bauri \| \| \| \| \| \| Coelophysis rhodesiensis \| \| \| \| |
|  |                                                                                |
|  | Coelophysis bauri                                                              |
|  |                                                                                |
|  | Coelophysis rhodesiensis                                                       |
|  |                                                                                |

|  | Coelophysis bauri        |
|  |                          |
|  | Coelophysis rhodesiensis |
|  |                          |

|                | Ceratosaurus                                                    |
|                |                                                                 |
| Abelisauroidea | \| \| Majungasaurus \| \| \| \| \| \| Masiakasaurus \| \| \| \| |
|                | \| \| Majungasaurus \| \| \| \| \| \| Masiakasaurus \| \| \| \| |
|                | Majungasaurus                                                   |
|                |                                                                 |
|                | Masiakasaurus                                                   |
|                |                                                                 |

|  | Majungasaurus |
|  |               |
|  | Masiakasaurus |
|  |               |

|                | Ceratosaurus                                                    |
|                |                                                                 |
| Abelisauroidea | \| \| Majungasaurus \| \| \| \| \| \| Masiakasaurus \| \| \| \| |
|                | \| \| Majungasaurus \| \| \| \| \| \| Masiakasaurus \| \| \| \| |
|                | Majungasaurus                                                   |
|                |                                                                 |
|                | Masiakasaurus                                                   |
|                |                                                                 |

|  | Majungasaurus |
|  |               |
|  | Masiakasaurus |
|  |               |

|           | Chuandongocoelurus                                               |
|           |                                                                  |
|           | Monolophosaurus                                                  |
|           |                                                                  |
| Orionides | \| \| Megalosauroidea \| \| \| \| \| \| Avetheropoda \| \| \| \| |
|           | \| \| Megalosauroidea \| \| \| \| \| \| Avetheropoda \| \| \| \| |
|           | Megalosauroidea                                                  |
|           |                                                                  |
|           | Avetheropoda                                                     |
|           |                                                                  |

|  | Megalosauroidea |
|  |                 |
|  | Avetheropoda    |
|  |                 |

|           | Chuandongocoelurus                                               |
|           |                                                                  |
|           | Monolophosaurus                                                  |
|           |                                                                  |
| Orionides | \| \| Megalosauroidea \| \| \| \| \| \| Avetheropoda \| \| \| \| |
|           | \| \| Megalosauroidea \| \| \| \| \| \| Avetheropoda \| \| \| \| |
|           | Megalosauroidea                                                  |
|           |                                                                  |
|           | Avetheropoda                                                     |
|           |                                                                  |

|  | Megalosauroidea |
|  |                 |
|  | Avetheropoda    |
|  |                 |

|                | Ceratosaurus                                                    |
|                |                                                                 |
| Abelisauroidea | \| \| Majungasaurus \| \| \| \| \| \| Masiakasaurus \| \| \| \| |
|                | \| \| Majungasaurus \| \| \| \| \| \| Masiakasaurus \| \| \| \| |
|                | Majungasaurus                                                   |
|                |                                                                 |
|                | Masiakasaurus                                                   |
|                |                                                                 |

|  | Majungasaurus |
|  |               |
|  | Masiakasaurus |
|  |               |

|                | Ceratosaurus                                                    |
|                |                                                                 |
| Abelisauroidea | \| \| Majungasaurus \| \| \| \| \| \| Masiakasaurus \| \| \| \| |
|                | \| \| Majungasaurus \| \| \| \| \| \| Masiakasaurus \| \| \| \| |
|                | Majungasaurus                                                   |
|                |                                                                 |
|                | Masiakasaurus                                                   |
|                |                                                                 |

|  | Majungasaurus |
|  |               |
|  | Masiakasaurus |
|  |               |

|           | Chuandongocoelurus                                               |
|           |                                                                  |
|           | Monolophosaurus                                                  |
|           |                                                                  |
| Orionides | \| \| Megalosauroidea \| \| \| \| \| \| Avetheropoda \| \| \| \| |
|           | \| \| Megalosauroidea \| \| \| \| \| \| Avetheropoda \| \| \| \| |
|           | Megalosauroidea                                                  |
|           |                                                                  |
|           | Avetheropoda                                                     |
|           |                                                                  |

|  | Megalosauroidea |
|  |                 |
|  | Avetheropoda    |
|  |                 |

|           | Chuandongocoelurus                                               |
|           |                                                                  |
|           | Monolophosaurus                                                  |
|           |                                                                  |
| Orionides | \| \| Megalosauroidea \| \| \| \| \| \| Avetheropoda \| \| \| \| |
|           | \| \| Megalosauroidea \| \| \| \| \| \| Avetheropoda \| \| \| \| |
|           | Megalosauroidea                                                  |
|           |                                                                  |
|           | Avetheropoda                                                     |
|           |                                                                  |

|  | Megalosauroidea |
|  |                 |
|  | Avetheropoda    |
|  |                 |

|  | Dilophosaurus                                                                  |
|  |                                                                                |
|  | \| \| Coelophysis bauri \| \| \| \| \| \| Coelophysis rhodesiensis \| \| \| \| |
|  |                                                                                |
|  | Coelophysis bauri                                                              |
|  |                                                                                |
|  | Coelophysis rhodesiensis                                                       |
|  |                                                                                |

|  | Coelophysis bauri        |
|  |                          |
|  | Coelophysis rhodesiensis |
|  |                          |

|                | Ceratosaurus                                                    |
|                |                                                                 |
| Abelisauroidea | \| \| Majungasaurus \| \| \| \| \| \| Masiakasaurus \| \| \| \| |
|                | \| \| Majungasaurus \| \| \| \| \| \| Masiakasaurus \| \| \| \| |
|                | Majungasaurus                                                   |
|                |                                                                 |
|                | Masiakasaurus                                                   |
|                |                                                                 |

|  | Majungasaurus |
|  |               |
|  | Masiakasaurus |
|  |               |

|                | Ceratosaurus                                                    |
|                |                                                                 |
| Abelisauroidea | \| \| Majungasaurus \| \| \| \| \| \| Masiakasaurus \| \| \| \| |
|                | \| \| Majungasaurus \| \| \| \| \| \| Masiakasaurus \| \| \| \| |
|                | Majungasaurus                                                   |
|                |                                                                 |
|                | Masiakasaurus                                                   |
|                |                                                                 |

|  | Majungasaurus |
|  |               |
|  | Masiakasaurus |
|  |               |

|           | Chuandongocoelurus                                               |
|           |                                                                  |
|           | Monolophosaurus                                                  |
|           |                                                                  |
| Orionides | \| \| Megalosauroidea \| \| \| \| \| \| Avetheropoda \| \| \| \| |
|           | \| \| Megalosauroidea \| \| \| \| \| \| Avetheropoda \| \| \| \| |
|           | Megalosauroidea                                                  |
|           |                                                                  |
|           | Avetheropoda                                                     |
|           |                                                                  |

|  | Megalosauroidea |
|  |                 |
|  | Avetheropoda    |
|  |                 |

|           | Chuandongocoelurus                                               |
|           |                                                                  |
|           | Monolophosaurus                                                  |
|           |                                                                  |
| Orionides | \| \| Megalosauroidea \| \| \| \| \| \| Avetheropoda \| \| \| \| |
|           | \| \| Megalosauroidea \| \| \| \| \| \| Avetheropoda \| \| \| \| |
|           | Megalosauroidea                                                  |
|           |                                                                  |
|           | Avetheropoda                                                     |
|           |                                                                  |

|  | Megalosauroidea |
|  |                 |
|  | Avetheropoda    |
|  |                 |

|                | Ceratosaurus                                                    |
|                |                                                                 |
| Abelisauroidea | \| \| Majungasaurus \| \| \| \| \| \| Masiakasaurus \| \| \| \| |
|                | \| \| Majungasaurus \| \| \| \| \| \| Masiakasaurus \| \| \| \| |
|                | Majungasaurus                                                   |
|                |                                                                 |
|                | Masiakasaurus                                                   |
|                |                                                                 |

|  | Majungasaurus |
|  |               |
|  | Masiakasaurus |
|  |               |

|                | Ceratosaurus                                                    |
|                |                                                                 |
| Abelisauroidea | \| \| Majungasaurus \| \| \| \| \| \| Masiakasaurus \| \| \| \| |
|                | \| \| Majungasaurus \| \| \| \| \| \| Masiakasaurus \| \| \| \| |
|                | Majungasaurus                                                   |
|                |                                                                 |
|                | Masiakasaurus                                                   |
|                |                                                                 |

|  | Majungasaurus |
|  |               |
|  | Masiakasaurus |
|  |               |

|           | Chuandongocoelurus                                               |
|           |                                                                  |
|           | Monolophosaurus                                                  |
|           |                                                                  |
| Orionides | \| \| Megalosauroidea \| \| \| \| \| \| Avetheropoda \| \| \| \| |
|           | \| \| Megalosauroidea \| \| \| \| \| \| Avetheropoda \| \| \| \| |
|           | Megalosauroidea                                                  |
|           |                                                                  |
|           | Avetheropoda                                                     |
|           |                                                                  |

|  | Megalosauroidea |
|  |                 |
|  | Avetheropoda    |
|  |                 |

|           | Chuandongocoelurus                                               |
|           |                                                                  |
|           | Monolophosaurus                                                  |
|           |                                                                  |
| Orionides | \| \| Megalosauroidea \| \| \| \| \| \| Avetheropoda \| \| \| \| |
|           | \| \| Megalosauroidea \| \| \| \| \| \| Avetheropoda \| \| \| \| |
|           | Megalosauroidea                                                  |
|           |                                                                  |
|           | Avetheropoda                                                     |
|           |                                                                  |

|  | Megalosauroidea |
|  |                 |
|  | Avetheropoda    |
|  |                 |

|  | Dilophosaurus                                                                  |
|  |                                                                                |
|  | \| \| Coelophysis bauri \| \| \| \| \| \| Coelophysis rhodesiensis \| \| \| \| |
|  |                                                                                |
|  | Coelophysis bauri                                                              |
|  |                                                                                |
|  | Coelophysis rhodesiensis                                                       |
|  |                                                                                |

|  | Coelophysis bauri        |
|  |                          |
|  | Coelophysis rhodesiensis |
|  |                          |

|                | Ceratosaurus                                                    |
|                |                                                                 |
| Abelisauroidea | \| \| Majungasaurus \| \| \| \| \| \| Masiakasaurus \| \| \| \| |
|                | \| \| Majungasaurus \| \| \| \| \| \| Masiakasaurus \| \| \| \| |
|                | Majungasaurus                                                   |
|                |                                                                 |
|                | Masiakasaurus                                                   |
|                |                                                                 |

|  | Majungasaurus |
|  |               |
|  | Masiakasaurus |
|  |               |

|                | Ceratosaurus                                                    |
|                |                                                                 |
| Abelisauroidea | \| \| Majungasaurus \| \| \| \| \| \| Masiakasaurus \| \| \| \| |
|                | \| \| Majungasaurus \| \| \| \| \| \| Masiakasaurus \| \| \| \| |
|                | Majungasaurus                                                   |
|                |                                                                 |
|                | Masiakasaurus                                                   |
|                |                                                                 |

|  | Majungasaurus |
|  |               |
|  | Masiakasaurus |
|  |               |

|           | Chuandongocoelurus                                               |
|           |                                                                  |
|           | Monolophosaurus                                                  |
|           |                                                                  |
| Orionides | \| \| Megalosauroidea \| \| \| \| \| \| Avetheropoda \| \| \| \| |
|           | \| \| Megalosauroidea \| \| \| \| \| \| Avetheropoda \| \| \| \| |
|           | Megalosauroidea                                                  |
|           |                                                                  |
|           | Avetheropoda                                                     |
|           |                                                                  |

|  | Megalosauroidea |
|  |                 |
|  | Avetheropoda    |
|  |                 |

|           | Chuandongocoelurus                                               |
|           |                                                                  |
|           | Monolophosaurus                                                  |
|           |                                                                  |
| Orionides | \| \| Megalosauroidea \| \| \| \| \| \| Avetheropoda \| \| \| \| |
|           | \| \| Megalosauroidea \| \| \| \| \| \| Avetheropoda \| \| \| \| |
|           | Megalosauroidea                                                  |
|           |                                                                  |
|           | Avetheropoda                                                     |
|           |                                                                  |

|  | Megalosauroidea |
|  |                 |
|  | Avetheropoda    |
|  |                 |

|                | Ceratosaurus                                                    |
|                |                                                                 |
| Abelisauroidea | \| \| Majungasaurus \| \| \| \| \| \| Masiakasaurus \| \| \| \| |
|                | \| \| Majungasaurus \| \| \| \| \| \| Masiakasaurus \| \| \| \| |
|                | Majungasaurus                                                   |
|                |                                                                 |
|                | Masiakasaurus                                                   |
|                |                                                                 |

|  | Majungasaurus |
|  |               |
|  | Masiakasaurus |
|  |               |

|                | Ceratosaurus                                                    |
|                |                                                                 |
| Abelisauroidea | \| \| Majungasaurus \| \| \| \| \| \| Masiakasaurus \| \| \| \| |
|                | \| \| Majungasaurus \| \| \| \| \| \| Masiakasaurus \| \| \| \| |
|                | Majungasaurus                                                   |
|                |                                                                 |
|                | Masiakasaurus                                                   |
|                |                                                                 |

|  | Majungasaurus |
|  |               |
|  | Masiakasaurus |
|  |               |

|           | Chuandongocoelurus                                               |
|           |                                                                  |
|           | Monolophosaurus                                                  |
|           |                                                                  |
| Orionides | \| \| Megalosauroidea \| \| \| \| \| \| Avetheropoda \| \| \| \| |
|           | \| \| Megalosauroidea \| \| \| \| \| \| Avetheropoda \| \| \| \| |
|           | Megalosauroidea                                                  |
|           |                                                                  |
|           | Avetheropoda                                                     |
|           |                                                                  |

|  | Megalosauroidea |
|  |                 |
|  | Avetheropoda    |
|  |                 |

|           | Chuandongocoelurus                                               |
|           |                                                                  |
|           | Monolophosaurus                                                  |
|           |                                                                  |
| Orionides | \| \| Megalosauroidea \| \| \| \| \| \| Avetheropoda \| \| \| \| |
|           | \| \| Megalosauroidea \| \| \| \| \| \| Avetheropoda \| \| \| \| |
|           | Megalosauroidea                                                  |
|           |                                                                  |
|           | Avetheropoda                                                     |
|           |                                                                  |

|  | Megalosauroidea |
|  |                 |
|  | Avetheropoda    |
|  |                 |

|  | Dilophosaurus                                                                  |
|  |                                                                                |
|  | \| \| Coelophysis bauri \| \| \| \| \| \| Coelophysis rhodesiensis \| \| \| \| |
|  |                                                                                |
|  | Coelophysis bauri                                                              |
|  |                                                                                |
|  | Coelophysis rhodesiensis                                                       |
|  |                                                                                |

|  | Coelophysis bauri        |
|  |                          |
|  | Coelophysis rhodesiensis |
|  |                          |

|                | Ceratosaurus                                                    |
|                |                                                                 |
| Abelisauroidea | \| \| Majungasaurus \| \| \| \| \| \| Masiakasaurus \| \| \| \| |
|                | \| \| Majungasaurus \| \| \| \| \| \| Masiakasaurus \| \| \| \| |
|                | Majungasaurus                                                   |
|                |                                                                 |
|                | Masiakasaurus                                                   |
|                |                                                                 |

|  | Majungasaurus |
|  |               |
|  | Masiakasaurus |
|  |               |

|                | Ceratosaurus                                                    |
|                |                                                                 |
| Abelisauroidea | \| \| Majungasaurus \| \| \| \| \| \| Masiakasaurus \| \| \| \| |
|                | \| \| Majungasaurus \| \| \| \| \| \| Masiakasaurus \| \| \| \| |
|                | Majungasaurus                                                   |
|                |                                                                 |
|                | Masiakasaurus                                                   |
|                |                                                                 |

|  | Majungasaurus |
|  |               |
|  | Masiakasaurus |
|  |               |

|           | Chuandongocoelurus                                               |
|           |                                                                  |
|           | Monolophosaurus                                                  |
|           |                                                                  |
| Orionides | \| \| Megalosauroidea \| \| \| \| \| \| Avetheropoda \| \| \| \| |
|           | \| \| Megalosauroidea \| \| \| \| \| \| Avetheropoda \| \| \| \| |
|           | Megalosauroidea                                                  |
|           |                                                                  |
|           | Avetheropoda                                                     |
|           |                                                                  |

|  | Megalosauroidea |
|  |                 |
|  | Avetheropoda    |
|  |                 |

|           | Chuandongocoelurus                                               |
|           |                                                                  |
|           | Monolophosaurus                                                  |
|           |                                                                  |
| Orionides | \| \| Megalosauroidea \| \| \| \| \| \| Avetheropoda \| \| \| \| |
|           | \| \| Megalosauroidea \| \| \| \| \| \| Avetheropoda \| \| \| \| |
|           | Megalosauroidea                                                  |
|           |                                                                  |
|           | Avetheropoda                                                     |
|           |                                                                  |

|  | Megalosauroidea |
|  |                 |
|  | Avetheropoda    |
|  |                 |

|                | Ceratosaurus                                                    |
|                |                                                                 |
| Abelisauroidea | \| \| Majungasaurus \| \| \| \| \| \| Masiakasaurus \| \| \| \| |
|                | \| \| Majungasaurus \| \| \| \| \| \| Masiakasaurus \| \| \| \| |
|                | Majungasaurus                                                   |
|                |                                                                 |
|                | Masiakasaurus                                                   |
|                |                                                                 |

|  | Majungasaurus |
|  |               |
|  | Masiakasaurus |
|  |               |

|                | Ceratosaurus                                                    |
|                |                                                                 |
| Abelisauroidea | \| \| Majungasaurus \| \| \| \| \| \| Masiakasaurus \| \| \| \| |
|                | \| \| Majungasaurus \| \| \| \| \| \| Masiakasaurus \| \| \| \| |
|                | Majungasaurus                                                   |
|                |                                                                 |
|                | Masiakasaurus                                                   |
|                |                                                                 |

|  | Majungasaurus |
|  |               |
|  | Masiakasaurus |
|  |               |

|           | Chuandongocoelurus                                               |
|           |                                                                  |
|           | Monolophosaurus                                                  |
|           |                                                                  |
| Orionides | \| \| Megalosauroidea \| \| \| \| \| \| Avetheropoda \| \| \| \| |
|           | \| \| Megalosauroidea \| \| \| \| \| \| Avetheropoda \| \| \| \| |
|           | Megalosauroidea                                                  |
|           |                                                                  |
|           | Avetheropoda                                                     |
|           |                                                                  |

|  | Megalosauroidea |
|  |                 |
|  | Avetheropoda    |
|  |                 |

|           | Chuandongocoelurus                                               |
|           |                                                                  |
|           | Monolophosaurus                                                  |
|           |                                                                  |
| Orionides | \| \| Megalosauroidea \| \| \| \| \| \| Avetheropoda \| \| \| \| |
|           | \| \| Megalosauroidea \| \| \| \| \| \| Avetheropoda \| \| \| \| |
|           | Megalosauroidea                                                  |
|           |                                                                  |
|           | Avetheropoda                                                     |
|           |                                                                  |

|  | Megalosauroidea |
|  |                 |
|  | Avetheropoda    |
|  |                 |

|  | Dilophosaurus                                                                  |
|  |                                                                                |
|  | \| \| Coelophysis bauri \| \| \| \| \| \| Coelophysis rhodesiensis \| \| \| \| |
|  |                                                                                |
|  | Coelophysis bauri                                                              |
|  |                                                                                |
|  | Coelophysis rhodesiensis                                                       |
|  |                                                                                |

|  | Coelophysis bauri        |
|  |                          |
|  | Coelophysis rhodesiensis |
|  |                          |

|                | Ceratosaurus                                                    |
|                |                                                                 |
| Abelisauroidea | \| \| Majungasaurus \| \| \| \| \| \| Masiakasaurus \| \| \| \| |
|                | \| \| Majungasaurus \| \| \| \| \| \| Masiakasaurus \| \| \| \| |
|                | Majungasaurus                                                   |
|                |                                                                 |
|                | Masiakasaurus                                                   |
|                |                                                                 |

|  | Majungasaurus |
|  |               |
|  | Masiakasaurus |
|  |               |

|                | Ceratosaurus                                                    |
|                |                                                                 |
| Abelisauroidea | \| \| Majungasaurus \| \| \| \| \| \| Masiakasaurus \| \| \| \| |
|                | \| \| Majungasaurus \| \| \| \| \| \| Masiakasaurus \| \| \| \| |
|                | Majungasaurus                                                   |
|                |                                                                 |
|                | Masiakasaurus                                                   |
|                |                                                                 |

|  | Majungasaurus |
|  |               |
|  | Masiakasaurus |
|  |               |

|           | Chuandongocoelurus                                               |
|           |                                                                  |
|           | Monolophosaurus                                                  |
|           |                                                                  |
| Orionides | \| \| Megalosauroidea \| \| \| \| \| \| Avetheropoda \| \| \| \| |
|           | \| \| Megalosauroidea \| \| \| \| \| \| Avetheropoda \| \| \| \| |
|           | Megalosauroidea                                                  |
|           |                                                                  |
|           | Avetheropoda                                                     |
|           |                                                                  |

|  | Megalosauroidea |
|  |                 |
|  | Avetheropoda    |
|  |                 |

|           | Chuandongocoelurus                                               |
|           |                                                                  |
|           | Monolophosaurus                                                  |
|           |                                                                  |
| Orionides | \| \| Megalosauroidea \| \| \| \| \| \| Avetheropoda \| \| \| \| |
|           | \| \| Megalosauroidea \| \| \| \| \| \| Avetheropoda \| \| \| \| |
|           | Megalosauroidea                                                  |
|           |                                                                  |
|           | Avetheropoda                                                     |
|           |                                                                  |

|  | Megalosauroidea |
|  |                 |
|  | Avetheropoda    |
|  |                 |

|                | Ceratosaurus                                                    |
|                |                                                                 |
| Abelisauroidea | \| \| Majungasaurus \| \| \| \| \| \| Masiakasaurus \| \| \| \| |
|                | \| \| Majungasaurus \| \| \| \| \| \| Masiakasaurus \| \| \| \| |
|                | Majungasaurus                                                   |
|                |                                                                 |
|                | Masiakasaurus                                                   |
|                |                                                                 |

|  | Majungasaurus |
|  |               |
|  | Masiakasaurus |
|  |               |

|                | Ceratosaurus                                                    |
|                |                                                                 |
| Abelisauroidea | \| \| Majungasaurus \| \| \| \| \| \| Masiakasaurus \| \| \| \| |
|                | \| \| Majungasaurus \| \| \| \| \| \| Masiakasaurus \| \| \| \| |
|                | Majungasaurus                                                   |
|                |                                                                 |
|                | Masiakasaurus                                                   |
|                |                                                                 |

|  | Majungasaurus |
|  |               |
|  | Masiakasaurus |
|  |               |

|           | Chuandongocoelurus                                               |
|           |                                                                  |
|           | Monolophosaurus                                                  |
|           |                                                                  |
| Orionides | \| \| Megalosauroidea \| \| \| \| \| \| Avetheropoda \| \| \| \| |
|           | \| \| Megalosauroidea \| \| \| \| \| \| Avetheropoda \| \| \| \| |
|           | Megalosauroidea                                                  |
|           |                                                                  |
|           | Avetheropoda                                                     |
|           |                                                                  |

|  | Megalosauroidea |
|  |                 |
|  | Avetheropoda    |
|  |                 |

|           | Chuandongocoelurus                                               |
|           |                                                                  |
|           | Monolophosaurus                                                  |
|           |                                                                  |
| Orionides | \| \| Megalosauroidea \| \| \| \| \| \| Avetheropoda \| \| \| \| |
|           | \| \| Megalosauroidea \| \| \| \| \| \| Avetheropoda \| \| \| \| |
|           | Megalosauroidea                                                  |
|           |                                                                  |
|           | Avetheropoda                                                     |
|           |                                                                  |

|  | Megalosauroidea |
|  |                 |
|  | Avetheropoda    |
|  |                 |

## Paleobiología

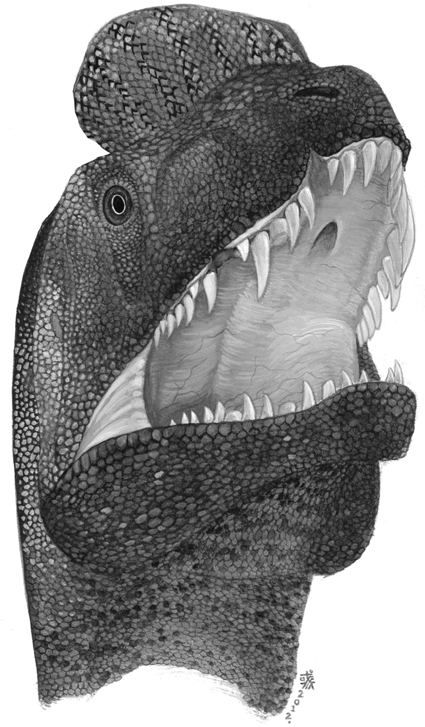
Restauración que muestra anomalía dental basada en ZLJT01.

Sinosaurus y Dilophosaurus poseen crestas duales. Sin embargo, se descubrió que las crestas no se podían usar en combate. El cráneo de Sinosaurus tiene una muesca profunda entre el premaxilar y el maxilar. Dong en 2003 propuso que la muesca se usara para albergar los músculos de la mandíbula, lo que le dio a Sinosaurus una poderosa mordida. Según el poder estimado de sus mandíbulas, Sinosaurus podría haber sido un carnívoro o un carroñero. Dong sospechó que el premaxilar estaba cubierto por un pico angosto y en forma de gancho, que se usaba para rasgar la piel y la carne abdominal. También pensó que la cresta se habría utilizado para mantener abierta la cavidad abdominal mientras se alimentaba. Dong también estudió los pies de Sinosaurus y encontró un parecido con los pies de los buitres modernos. Los pies de Sinosaurus probablemente se adaptaron para ayudarlo a alimentarse de animales de cuerpo grande, como los prosaurópodos.
Un estudio de Xing et al. de 2013 examinó el efecto de la pérdida traumática de dientes en el alvéolo dental, la cavidad de la mandíbula donde se sostienen las raíces de los dientes, en dinosaurios. Sinosaurus es el primer dinosaurio donde se observó la remodelación del alvéolo en la mandíbula. Los autores concluyeron que este hallazgo "contribuye a la creciente evidencia que sugiere que los terópodos eran altamente resistentes a un amplio espectro de traumas y enfermedades". El alvéolo dental encontrado en Sinosaurus es la primera patología dental documentada encontrada en un dinosaurio.

## Paleoecología

### Procedencia
El espécimen tipo de Sinosaurus triassicus IVPP V34 fue recuperado en el Miembro Zhangjiawa de la Formación Lufeng, en Yunnan, China. Estos restos fueron descubiertos en los Lechos Rojo Oscuro que se depositaron durante la etapa Sinemuriana del período Jurásico, hace aproximadamente 196-183 millones de años. Varios otros descubrimientos referidos a Sinosaurus se realizaron en el miembro de Zhangjiawa, los especímenes IVPP V97, postcráneo, IVPP V36, dientes, IVPP 37, dientes, IVPP V88, ilion, IVPP V35, dientes y huesos poscraneale), IVPP V100 y IVPP V48, dientes y huesos poscraneales, descubierto en 1938 por M. Bien & CC Young, FMNH CUP 2001–2003 descubierto por E. Oehler y Hu. Los especímenes FMNH CUP 2097, FMNH CUP 2098, FMNH CUP 2004, FMNH CUP 2005 también fueron descubiertos en 1948 por M. Bien y CC Young en el Miembro Zhangjiawa. Sinosaurio sp. Se han encontrado fósiles en la Formación Zhenzhuchong y anteriormente se pensaba que era un poposáurido, aunque podrían haber sido solo de la equivalente Formación Lufeng.

El espécimen IVPP V504, referido a Sinosaurus, un maxilar con cuatro dientes, fue recolectado por Lee en la década de 1940, en los Lechos Púrpuras Opacos del Miembro Shawan de la Formación Lufeng, que fueron depositados durante la etapa Hettangiense del período Jurásico, aproximadamente 201- Hace 199 millones de años. Se realizaron varios otros descubrimientos en el miembro de Shawan: Sou descubrió partes de dos esqueletos atribuidos a Sinosaurus en 1956,  el espécimen IVPP V279, diente, fue descubierto por CC Young en 1938, en arenisca arcillosa de color rojo oscuro, y el espécimen IVPP V381, varios dientes, fue descubierto por CC Young, en lutita azul. Los restos de D. sinensis, KMV 8701, un esqueleto casi completo, ahora denominado Sinosaurus, fueron recuperados en el Miembro Shawan de la Formación Lufeng. Este material fue descubierto en 1987 en los Lechos Púrpuras Opacos que se depositaron durante la etapa Hettangiense del Jurásico Temprano, hace aproximadamente 201-199 millones de años.

### Paleoambiente
En la Formación Lufeng, Sinosaurus compartió su paleoambiente con terápsidos como Morganucodon, Oligokyphus y Bienotherium; arcosaurios como Pachysuchus; diapsidos como Strigosuchus; crocodylomorfos como Platyognathus y Microchampsa, el mamífero temprano Hadrocodium y otros reptiles primitivos. Los dinosaurios contemporáneos incluyen saurópodos indeterminados; los primeros  tireóforos Bienosaurus lufengensis y Tatisaurus oehleri, el supuesto ornitópodo quimérico "Dianchungosaurus lufengensis", los sauropodomorfos Gyposaurus sinensis, Lufengosaurus huenei, Lufengosaurus magnus, Jingshanosaurus xinwaensis, Kunmingosaurus wudingensis, Chinshakiangosaurus chunghoensis, Yunnanosaurus huangi, "Y." robustus y un taxón sin nombre y los terópodos Lukousaurus, Eshanosaurus y Coelophysis sp.
Se han encontrado huellas de Changpeipus en la Formación Lufeng. En 2009, un estudio dirigido por Li-Da Xing encontró que las huellas de la Formación Lufeng eran únicas entre los icnogéneros, y las llamó Changpeipus pareschequier. El estudio planteó la hipótesis de que fueron producidos por un celofisoides, Sin embargo, hay muchos posibles formadors de huellas, incluidos Sinosaurus y Coelophysis sp.